# Nabih Berri
Nabih Berri (árabe: نبيه بري) é um político libanês nascido na Serra Leoa filho de pais libaneses xiitas que é o presidente do Parlamento do Líbano desde 1992. Ele dirige o Movimento Amal.